# Venere Callipigia
La Venere Callipigia, o anche Afrodite Callipigia, dal greco Ἀφροδίτη Καλλίπυγος (Aphrodite Kallipygos), ossia "Afrodite dalle belle natiche" (καλός / kalόs = «bello», πυγή / pygḗ = «natica»), è una scultura marmorea di epoca romana databile al I-II secolo, e conservata nel museo archeologico nazionale di Napoli. Si tratta di una copia di un originale bronzeo di epoca ellenistica del III secolo a.C.

## Storia
Rinvenuta nei pressi della domus aurea, la storia della scultura è pressoché ignota. Di certo si sa che risale all'epoca dell'imperatore Adriano e che al momento del ritrovamento era priva di testa. Nel 1594 così fu acquistata dalla famiglia Farnese, restaurata (con l'aggiunta del capo) e collocata al palazzo omonimo di Roma, inserendola così nella collezione di sculture archeologiche. Successivamente, nel 1786, fu trasferita nella città partenopea sotto il regno di Ferdinando IV di Borbone a seguito dell'eredità dell'intera raccolta farnesiana ottenuta qualche decennio prima da Carlo, figlio dell'ultima discendente della famiglia: Elisabetta Farnese.
In occasione di quest'ultimo spostamento, vi furono altri lavori di restauro eseguiti da Carlo Albacini. Fu sostituita nuovamente la testa, poi le braccia e una gamba; reagendo alle critiche contemporanee su alcune caratteristiche della statua, Albacini seguì comunque abbastanza fedelmente il restauro precedente facendo in modo che la figura guardasse all'indietro, sopra la sua spalla. Nel 1792 la scultura si registra alla reggia di Capodimonte, e successivamente è al palazzo degli Studi (divenuto poi il MANN - museo archeologico nazionale di Napoli), dove rimane esposta.

Durante l'occupazione francese e nell'ambito delle spoliazioni napoleoniche, la Venere viene individuata dal generale Jean Étienne Championnet per essere inviata in Francia, come risulta da una missiva inviata al direttorio il 7 ventoso anno VII (25 febbraio 1799):

## Descrizione
La dea è ripresa nell'atto di sollevare il suo peplo per scoprire i fianchi e le natiche e volgere lo sguardo dietro le spalle per osservarli (il cosiddetto rituale dell'anasyrma).

## Restauro
Il restauro ha influenzato notevolmente le interpretazioni successive, al punto che i classicisti Mary Beard e J. G. W. Henderson lo descrivono come la creazione di un "capolavoro" in luogo della restituzione di un frammento. I restauratori, infatti, hanno scelto di piazzare il capo di Venere volto all'indietro, accentuando ulteriormente l'attenzione sulle natiche nude e dando alla figura un aspetto distintamente erotico. 
L'opera restaurata richiama anche una storia riportata nei Deipnosofisti di Ateneo riguardo alla fondazione di un tempio ad "Afrodite Kallipygos" nell'antica Siracusa. Secondo Ateneo, due belle sorelle di una fattoria vicino a Siracusa litigarono su chi di loro avesse le natiche più formose, e avvicinarono un giovane passante affinché fosse lui a giudicare. Si mostrarono al viaggiatore, figlio di un uomo ricco, e lui votò per la sorella maggiore. In seguito, si innamorò di lei e si ammalò di mal d'amore. Venuto a conoscenza dell'accaduto, il fratello minore dell'uomo andò a vedere le ragazze e si innamorò della sorella minore. Da allora i fratelli si rifiutarono di prendere in considerazione altre spose: infine, il padre fece in modo che le sorelle venissero a sposarli. I cittadini soprannominarono le sorelle "Kallipugoi" ("Donne dalle belle chiappe") e i giovani, con la loro ritrovata prosperità, dedicarono un tempio ad Afrodite, chiamandola "Kallipygos".
Altre fonti menzionano il culto di Afrodite Kallipygos a Siracusa. Ad esempio, lo scrittore cristiano Clemente di Alessandria la include in una lista di manifestazioni erotiche della religione pagana. A partire dal XVI secolo, il racconto di Ateneo si diffuse nella versione di Vincenzo Cartari delle storie della mitologia classica, Le Imagini. Molti visitatori del XVII e XVIII secolo identificarono il soggetto della statua come la dea Venere, e supposero che l'opera fosse una statua cultuale proveniente dal tempio di Venere Kallipygos. Fu quindi spesso descritta all'epoca come "Venere che esce dal bagno". Altri la identificarono invece con una delle ragazze dalle "belle natiche" della storia di Ateneo, e come tale fu alternativamente conosciuta come "La Belle Victorieuse" o "La Bergère Grecque".
Il soggetto è stato più volte replicato nel corso della storia. Oltre alla versione napoletana, vi sono altre versioni anche seicentesche, come quelle di Jean-Jacques Clérion e François Barois.